# Jüdischer Friedhof (Salmünster)
Der Jüdische Friedhof Salmünster ist ein Friedhof in Salmünster, einem Stadtteil von Bad Soden-Salmünster im Main-Kinzig-Kreis in Hessen.

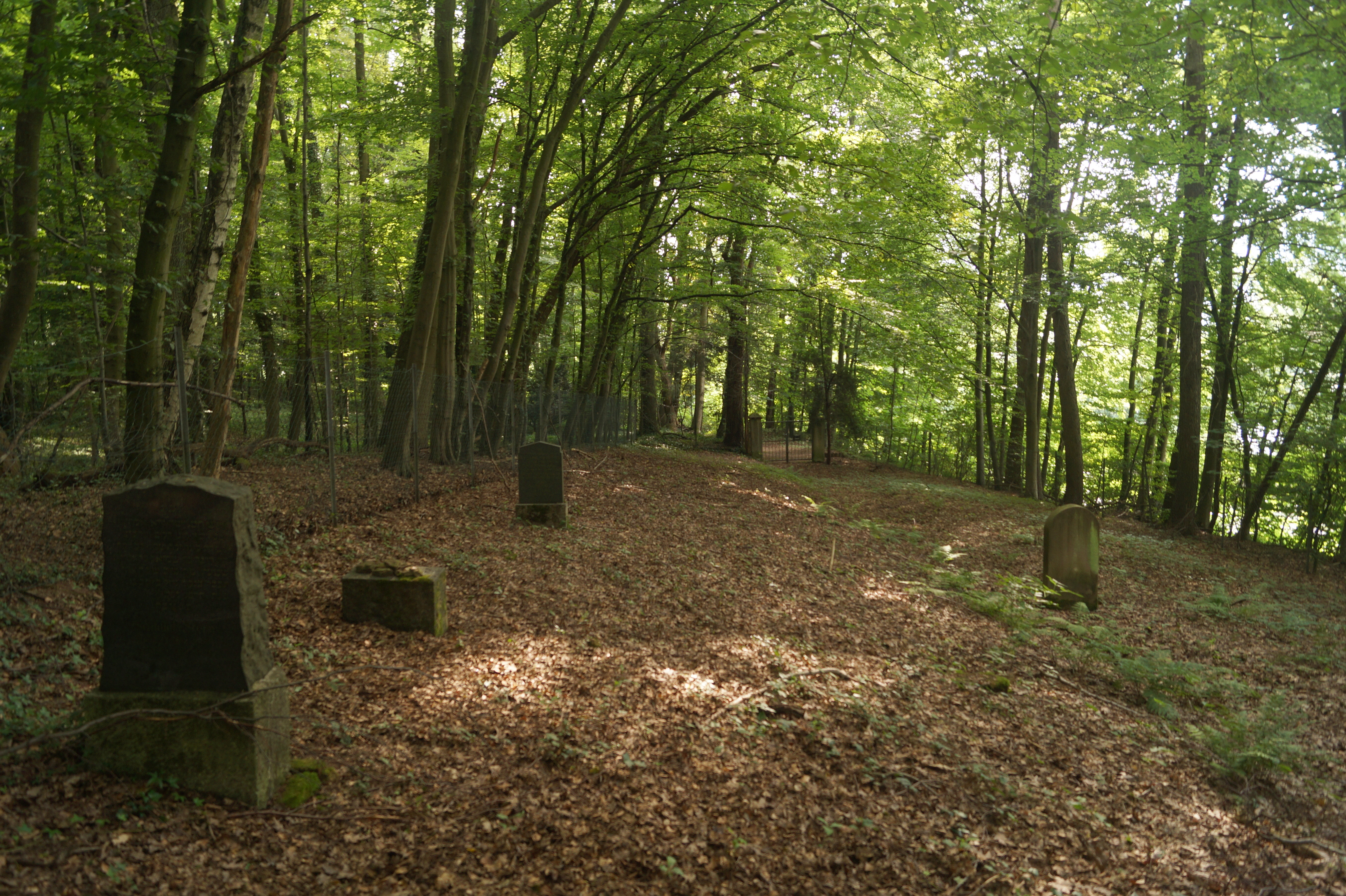
Ansicht des Friedhofs von Nordosten 2016

Der 779 m² große umzäunte jüdische Friedhof liegt nördlich des Ortes nördlich der Schlüchterner Straße zwischen der Kreisstraße K 987 (Hanauer Landstraße) und der östlich verlaufenden A 66.
Der Friedhof wurde wahrscheinlich erst in der zweiten Hälfte des 19. Jahrhunderts angelegt, zuvor scheint die Gemeinde den Jüdischen Friedhof in Eckardroth mitbenutzt zu haben. Heute sind nur zwei Grabsteine erhalten, die nach 1945 wieder aufgestellt wurden. 
In der Mitte des Friedhofes befindet sich ein Gedenkstein mit den Namen der in Salmünster verstorbenen jüdischen Männer und Frauen. Der Text des Gedenksteines lautet:
Den Verstorbenen jüdischen Mitbürgern zum Gedenken. Stern Samuel 1863-1923 - Neuhaus Michael 1850-1925 - Grünebaum Moses 1871-1920 - Stern Karlmann 1858-1931 - Grünebaum Sophie 1917-1932 - Stern Johanna geb. Plaut 1863-1933 - Hess Sabine geb. Grünebaum 1869-1935 - Ihre Seele sei eingebunden in den Bund des Lebens.